# Zelinkův mlýn
Osada Zelinkův mlýn stojí v údolí říčky Olešenky u odbočky silnice na Dlouhé v nadmořské výšce 560 m. V minulosti se zde nalézal vodní mlýn, připomínaný již 1654 v Berní rule, který v roce 1899 do základů vyhořel. Poté byl mlýn přebudován na tkalcovnu.
Za první republiky si zbudoval v sousedství mlýna náchodský průmyslník Josef Bartoň z Dobenína letní sídlo, označované jako Bartoňovy vily. Později byl celý areál využit jako rekreační středisko Ministerstva vnitra (zotavovna Julia Fučíka), nyní je využíván jako rekreační středisko Policie ČR.
Na křižovatce stojí Památník obětem druhé světové války, který na vlastní náklady zbudoval ministr zahraničí Jan Masaryk.

## Galerie

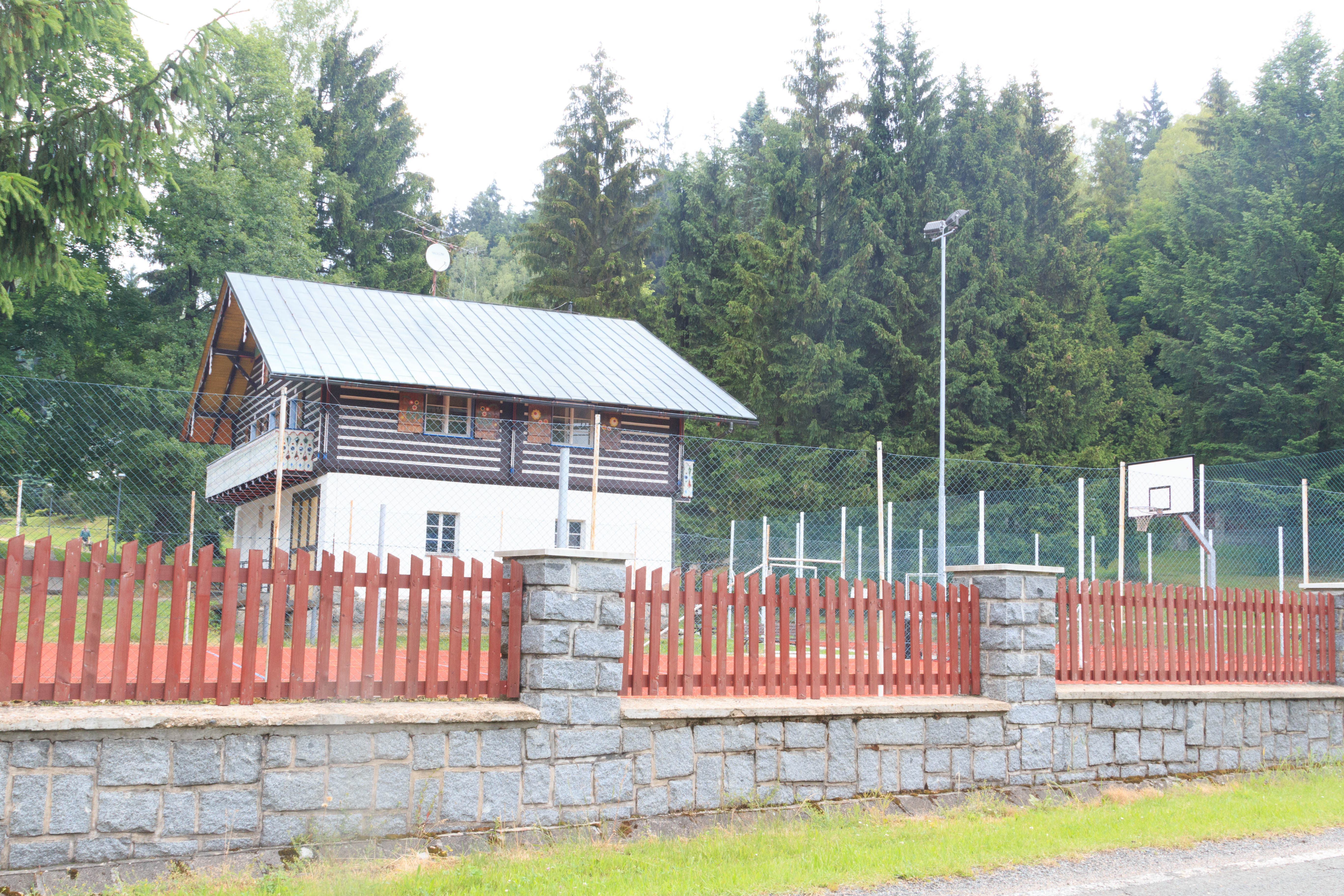
Zelinkův mlýn - dům čp. 19
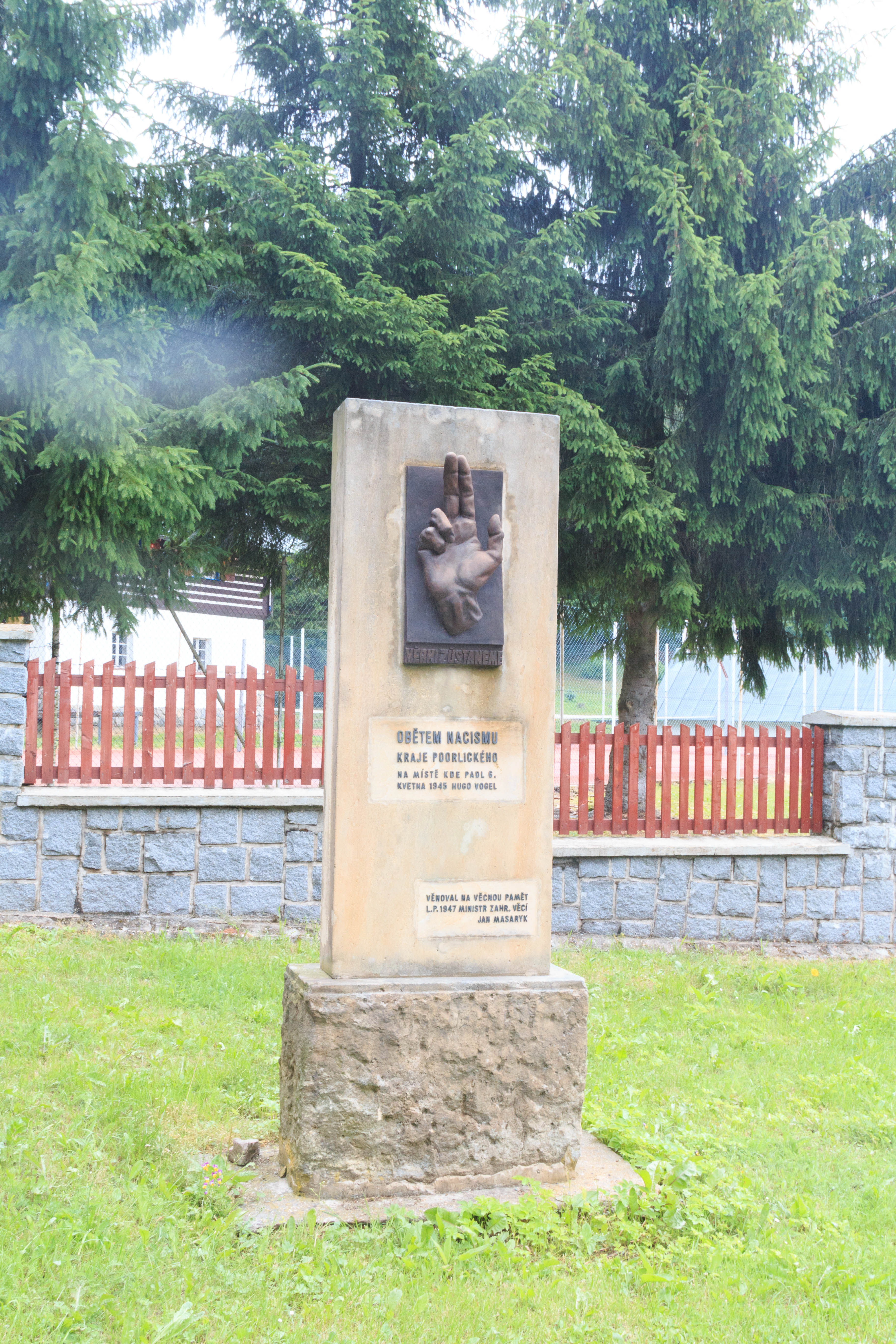
Zelinkův mlýn - památník
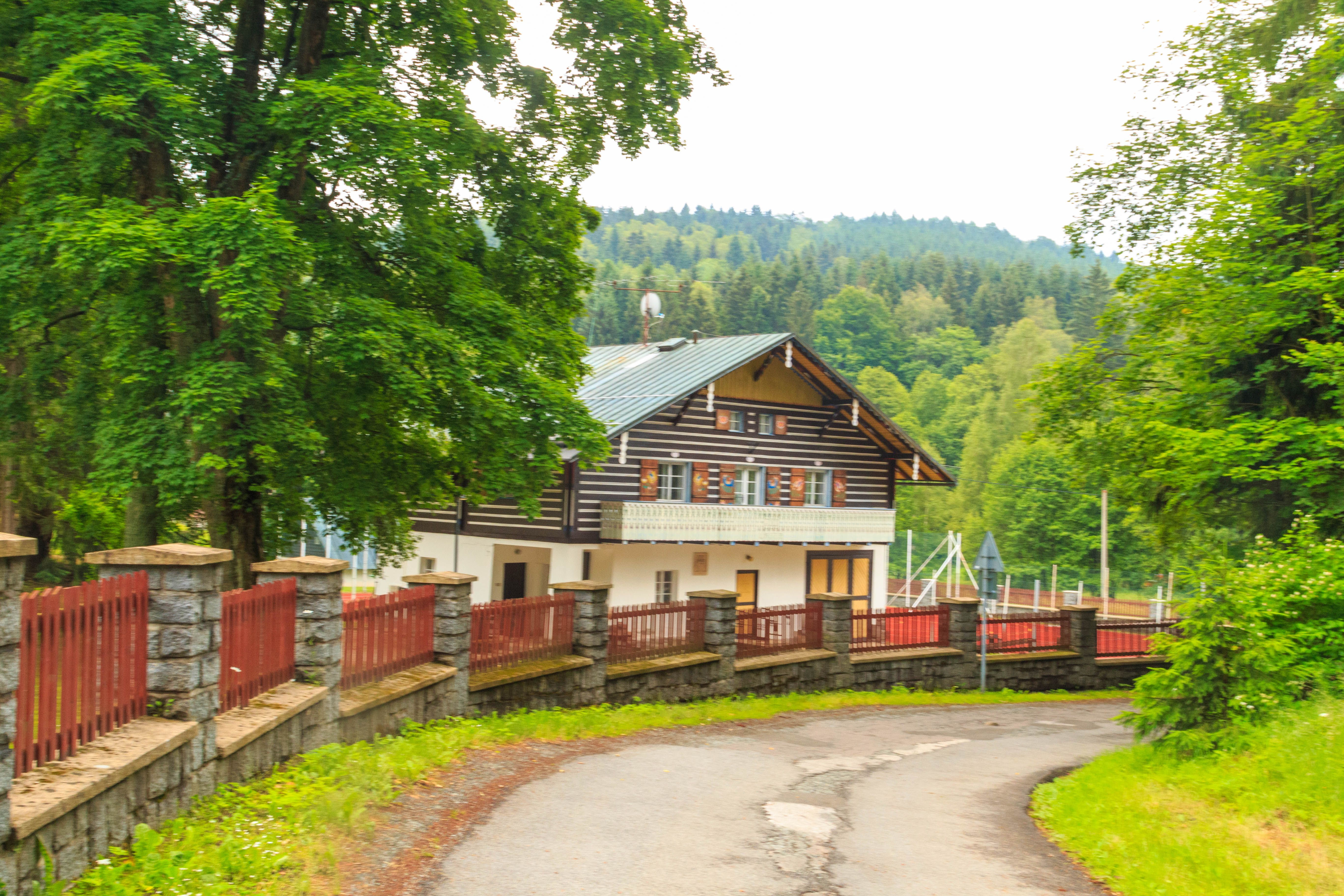
Zelinkův mlýn - Bartoňovy vily